# Simon Zoller
Simon Zoller (ur. 26 czerwca 1991 we Friedrichshafen) – niemiecki piłkarz występujący na pozycji napastnika w niemieckim klubie FC St. Pauli. Wychowanek VfB Stuttgart, w trakcie swojej kariery grał także w takich zespołach, jak Karlsruher SC, VfL Osnabrück, 1. FC Kaiserslautern, 1. FC Köln oraz VfL Bochum.